# Ruth Kähler
Ruth Kähler (* 16. März 1935 in Wiesbaden) ist eine deutsche Schauspielerin.

## Leben und Wirken
Kähler erhielt ihre künstlerische Ausbildung bei Hertha Genzmer und war anschließend zwei Jahre lang als freischaffende Künstlerin tätig. Danach ging sie für mehrere Jahre nach Wiesbaden und an die Städtischen Bühnen von Ulm. Gastspiele führten sie nach Essen, Wunsiedel und Basel. Ruth Kähler hat auch Hörfunk gemacht, seit 1964 Fernsehspiele gedreht und als Chansonsängerin gearbeitet. Ihre Fernsehcharaktere waren zumeist Frauen einfacher Herkunft.

## Filmografie
- 1964: Tabula rasa
- 1965: Komödie der Irrungen
- 1965: Der zerbrochene Krug
- 1966: Hurra – ein Junge !
- 1968: Alte Kameraden
- 1969: Der Attentäter
- 1971: Paul Esbeck
- 1972: Der Radweltmeister
- 1973: Nicht einmal das halbe Leben
- 1974: Der Macher oder Warten auf Godeau
- 1976: Inspektion Lauenstedt (TV-Serie) - Erster Klasse nach Lauenstadt
- 1978: Gesucht wird…
- 1979: Revolution in Frankfurt
- 1981: François Villon
- 1983: Diese Drombuschs (TV-Serie, eine Folge)
- 1984–2000: Ein Fall für zwei (sechs Folgen)
- 1988: Michas Flucht
- 1989: Zwei Münchner in Hamburg (zwei Folgen)
- 1990: Moselbrück (eine Folge)
- 1990: Tatort: Tod einer Ärztin
- 1993: Hecht & Haie (TV-Serie, eine Folge)
- 1995: Tödliche Wahl
- 1996: Tatort: Freitagsmörder
- 1998: Bei uns daheim
- 1999: Das kleine Amtsgericht